# Charles-Gabriel-Joseph Rosapelly
Charles-Gabriel-Joseph Rosapelly (1747-1813), est un chirurgien militaire français. 

## Biographie
Fils de Jacques Rosapelly, chirurgien de l'évêque d'Auxerre Mgr Charles de Caylus, et de Marie-Anne Jouard, issue d'une famille de marchands de vins et d'hommes de loi, Charles-Gabriel-Joseph Rosapelly devient, après concours, chirurgien aide-major à l’Hôtel des Invalides en 1766.
Chirurgien-major au régiment du Commissaire Général cavalerie (1772) puis à l'Armée du Nord (1793), il est nommé chirurgien en chef de cette même armée en 1796 et général en chef des armées de la République en 1797. En congé avec appointements en 1798, il est à nouveau chirurgien en chef de l’armée du Nord de 1800 à 1804.
Il fut membre (Chevalier) de la Légion d’honneur (décret impérial du 14 juin 1804) et maire de sa commune natale d’Appoigny.
Il est l'oncle de  Gabriel-Pélerin Mocquot (1772-1835), chirurgien principal de l'Armée d'Espagne, le beau-père de Louis-Hippolyte Aurrault (1791-1873), chirurgien dans les armées de Napoléon 1er puis médecin à Joigny, et le grand-père de Marie-Charles-Léopold Rosapelly (1843-1919), docteur en médecine à Paris. 

## Source, liens externes
- Le pharmacien Henri Arrault (1799-1887), par Francis Trépardoux, Société Française d'Histoire de la Médecine
- État de services (Archives départementales, Centre historique des archives de Vincennes)